# Формула-1 — Гран-прі Монако 2006
Гран-прі Монако 2006 року — сьомий етап чемпіонату світу з автоперегонів у класі Формула-1, відбувся з 25 по 28 травня 2006 року на вуличній трасі в Монте-Карло (Монако). Перемогу на цих перегонах святкував іспанець Фернандо Алонсо з команди «Рено». Кімі Ряйкконен, що переслідував іспанця майже всі перегони, зійшов на 51-му колі через технічні проблеми, залишивши другу позицію своєму напарникові, Хуану-Пабло Монтойї. Третє місце посів Девід Култхард, який брав участь у своєму 200-му гран-прі і приніс, таким чином, перший подіум для команди «Ред Булл».

## Класифікація

### Кваліфікація
|    | Пілот               | Команда            | Шини | 1 частина  | 2 частина  | 3 частина  |
| -- | ------------------- | ------------------ | ---- | ---------- | ---------- | ---------- |
| 1  | Фернандо Алонсо     | Рено               | M    | 1:14.232   | 1:13.622   | 1:13.962   |
| 2  | Марк Веббер         | Вільямс-Косворт    | B    | 1:14.305   | 1:13.728   | 1:14.082   |
| 3  | Кімі Ряйкконен      | Макларен-Мерседес  | M    | 1:13.887   | 1:13.532   | 1:14.140   |
| 4  | Хуан-Пабло Монтойя  | Макларен-Мерседес  | M    | 1:14.483   | 1:14.295   | 1:14.664   |
| 5  | Рубенс Барікелло    | Хонда              | M    | 1:14.766   | 1:14.312   | 1:15.804   |
| 6  | Ярно Труллі         | Тойота             | B    | 1:14.883   | 1:14.211   | 1:15.857   |
| 7  | Девід Култхард      | Ред Булл-Феррарі   | M    | 1:15.090   | 1:13.687   | 1:16.426   |
| 8  | Ніко Росберг        | Вільямс-Косворт    | B    | 1:14.888   | 1:13.909   | 1:16.636   |
| 9  | Джанкарло Фізікелла | Рено               | M    | 1:14.614   | 1:13.647   | 1:17.260   |
| 10 | Ральф Шумахер       | Тойота             | B    | 1:14.412   | 1:14.398   |            |
| 11 | Крістіан Клін       | Ред Булл-Феррарі   | M    | 1:14.489   | 1:14.747   |            |
| 12 | Вітантоніо Ліуцці   | Торо Россо-Косворт | M    | 1:15.314   | 1:14.969   |            |
| 13 | Дженсон Баттон      | Хонда              | M    | 1:15.085   | 1:14.982   |            |
| 14 | Жак Вільнев         | Заубер-БМВ         | M    | 1:15.316   | 1:15.052   |            |
| 15 | Нік Хайдфельд       | Заубер-БМВ         | M    | 1:15.324   | 1:15.137   |            |
| 16 | Крістіан Альберс    | Мідланд-Тойота     | B    | 1:15.598   |            |            |
| 17 | Тьяго Монтейро      | Мідланд-Тойота     | B    | 1:15.993   |            |            |
| 18 | Скотт Спід          | Торо Россо-Косворт | M    | 1:16.236   |            |            |
| 19 | Такума Сато         | Супер Агурі-Хонда  | B    | 1:17.276   |            |            |
| 20 | Франк Монтаньї      | Супер Агурі-Хонда  | B    | 1:17.502   |            |            |
| 21 | Феліпе Масса        | Феррарі            | B    | немає часу |            |            |
| 22 | Міхаель Шумахер     | Феррарі            | B    | анульовано | анульовано | анульовано |

### Перегони
|      | Пілот               | Команда            | Шини | Кіл | Час         | Старт | Очок |
| ---- | ------------------- | ------------------ | ---- | --- | ----------- | ----- | ---- |
| 1    | Фернандо Алонсо     | Рено               | M    | 78  | 1:43:43.116 | 1     | 10   |
| 2    | Хуан-Пабло Монтойя  | Макларен-Мерседес  | M    | 78  | +14.5       | 4     | 8    |
| 3    | Девід Култхард      | Ред Булл-Феррарі   | M    | 78  | +52.2       | 7     | 6    |
| 4    | Рубенс Барікелло    | Хонда              | M    | 78  | +53.3       | 5     | 5    |
| 5    | Міхаель Шумахер     | Феррарі            | B    | 78  | +53.8       | 22    | 4    |
| 6    | Джанкарло Фізікелла | Рено               | M    | 78  | +62.0       | 9     | 3    |
| 7    | Нік Хайдфельд       | Заубер-БМВ         | M    | 77  | +1 коло     | 15    | 2    |
| 8    | Ральф Шумахер       | Тойота             | B    | 77  | +1 коло     | 10    | 1    |
| 9    | Феліпе Масса        | Феррарі            | B    | 77  | +1 коло     | 21    |      |
| 10   | Вітантоніо Ліуцці   | Торо Россо-Косворт | M    | 77  | +1 коло     | 12    |      |
| 11   | Дженсон Баттон      | Хонда              | M    | 77  | +1 коло     | 13    |      |
| 12   | Крістіан Альберс    | Мідланд-Тойота     | B    | 77  | +1 коло     | 16    |      |
| 13   | Скотт Спід          | Торо Россо-Косворт | M    | 77  | +1 коло     | 18    |      |
| 14   | Жак Вільнев         | Заубер-БМВ         | M    | 77  | +1 коло     | 14    |      |
| 15   | Тьяго Монтейро      | Мідланд-Тойота     | B    | 76  | +2 кола     | 17    |      |
| 16   | Франк Монтаньї      | Супер Агурі-Хонда  | B    | 75  | +3 кола     | 20    |      |
| 17   | Ярно Труллі         | Тойота             | B    | 72  | гідравліка  | 6     |      |
| схід | Крістіан Клін       | Ред Булл-Феррарі   | M    | 56  | трансмісія  | 11    |      |
| схід | Ніко Росберг        | Вільямс-Косворт    | B    | 51  | аварія      | 8     |      |
| схід | Кімі Ряйкконен      | Макларен-Мерседес  | M    | 50  | пожежа      | 3     |      |
| схід | Марк Веббер         | Вільямс-Косворт    | B    | 48  | вихлоп      | 2     |      |
| схід | Такума Сато         | Супер Агурі-Хонда  | B    | 46  | електрика   | 19    |      |

Найшвидше коло: Міхаель Шумахер — 1:15.143
Кола лідирування: Фернандо Алонсо — 77 (1-23, 25-78), Марк Веббер — 1 (24).